# Maxïmo Park
Maxïmo Park [mɑkˈsi:moʊ ˈpɑ:k] ist eine britische Indie-Rock-Band. Sie wurde 2003 in der nordenglischen Stadt Newcastle gegründet.

## Bandgeschichte

### Karrierebeginn
Der Name der Band leitet sich vom Máximo Gómez Park ab, einem Treffpunkt von Exilkubanern in Little Havana, Miami, Florida. Der Sänger Paul Smith stieß als letztes Mitglied dazu, nachdem die damalige Freundin des Schlagzeugers Tom English ihn gesehen hatte, als er in einer Bar mit seiner Instrumentalband Me & the Twins Stevie Wonders Superstition spielte.
Maxïmo Park veröffentlichten im März 2004 ihre erste 7"-Single auf Vinyl mit zwei selbst aufgenommenen Liedern (Graffiti und Going Missing). Nach einigen Auftritten wurde Steve Beckett vom Label Warp Records auf die Gruppe aufmerksam und nahm sie unter Vertrag.

### A Certain Trigger
Nach der 2004 erschienenen Debütsingle The Coast Is Always Changing erschien im Februar 2005 die zweite Single Apply Some Pressure und konnte sich auf Anhieb unter den besten 20 Singles der britischen Charts platzieren. Bereits vor dem Erscheinen ihres Albums wurden sie für das Rock-am-Ring-Festival gebucht. Ihr Debütalbum A Certain Trigger erschien ebenfalls im Jahr 2005 und wurde von Kritikern überschwänglich gelobt. Aus dem Album wurden im Laufe des Jahres drei weitere Songs als Singles veröffentlicht. Apply Some Pressure wurde im Oktober 2005 erneut veröffentlicht.

### Our Earthly Pleasures
Am 30. März 2007 erschien das zweite Album Our Earthly Pleasures. Die erste Singleauskopplung aus diesem Album war Our Velocity und erschien bereits am 16. März. Später wurden Books from Boxes und Girls Who Play Guitars ausgekoppelt. Zuvor wurde noch Missing Songs, eine Sammlung von B-Seiten und Demos, veröffentlicht.

### Quicken the Heart

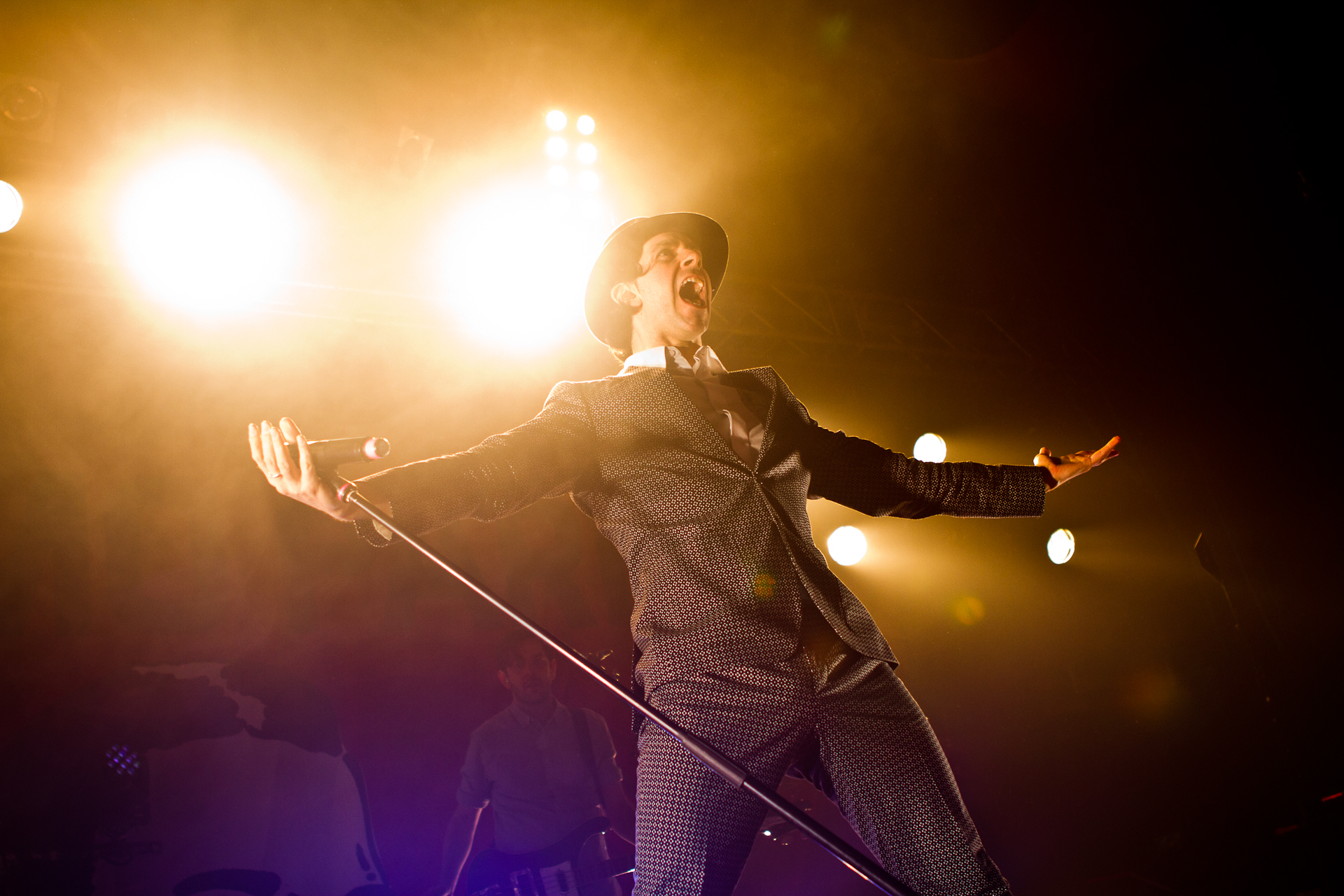
Paul Smith in der Live Music Hall Köln

Im Frühjahr 2009 kamen Maxïmo Park für einige Clubkonzerte nach Deutschland und präsentierten erstmals neue Songs ihres nächsten Albums. Der dritte Longplayer wurde am 8. Mai 2009 unter dem Namen Quicken the Heart veröffentlicht. Das Album erschien auch in einer Sonderedition mit einer beiliegenden Konzert-DVD. In der ersten Woche erreichte Quicken the Heart Platz 13 der deutschen Albumcharts. Bereits am 1. Mai erschien daraus die erste Single The Kids Are Sick Again und stieg auf Platz 72 in die deutschen Singlecharts ein. 
In der Folge der Veröffentlichung haben Maxïmo Park ihr Album Quicken the Heart von Künstlern aus der Region um ihre Heimatstadt Newcastle remixen lassen. Das Quicken the Heart – Remixed genannte Album wurde am 2. Juli 2010 auf der Website der Band als kostenloser Download veröffentlicht.

### The National Health
Im Februar 2011 gab die Band bekannt, dass sie derzeit an neuen Studioaufnahmen arbeitet.
Am 8. Juni 2012 wurde dann das Album The National Health veröffentlicht.

### Too Much Information
Am 18. November 2013 verkündete die Band die Veröffentlichung des fünften Albums Too Much Information und datierte sie auf den 3. Februar 2014, beziehungsweise den 31. Januar 2014 in Deutschland, Österreich und der Schweiz. Am gleichen Tag veröffentlichte die Band die erste Single des neuen Albums namens Brain Cells und bot sie zum kostenlosen Download auf ihrer Website an, am 9. Dezember 2013 folgte die Videopremiere der zweiten Single Leave This Island, am 23. Januar 2014 das Lyrik-Video zur Single Lydia, the Ink Will Never Dry. 
Weiterhin kündigte die Band eine Tour an, die, außer Europa, auch Asien und einige Festivalauftritte, wie Rock am Ring 2014, beinhaltet.
Das Album erreichte in den UK Album Charts den siebten Platz und damit die höchste Platzierung nach Quicken the Heart.

## Diskografie

### Studioalben
| Jahr | Titel Musiklabel                   | Höchstplatzierung, Gesamtwochen, AuszeichnungChartplatzierungen (Jahr, Titel, Musiklabel, Platzierungen, Wochen, Auszeichnungen, Anmerkungen) | Höchstplatzierung, Gesamtwochen, AuszeichnungChartplatzierungen (Jahr, Titel, Musiklabel, Platzierungen, Wochen, Auszeichnungen, Anmerkungen) | Höchstplatzierung, Gesamtwochen, AuszeichnungChartplatzierungen (Jahr, Titel, Musiklabel, Platzierungen, Wochen, Auszeichnungen, Anmerkungen) | Höchstplatzierung, Gesamtwochen, AuszeichnungChartplatzierungen (Jahr, Titel, Musiklabel, Platzierungen, Wochen, Auszeichnungen, Anmerkungen) | Anmerkungen                              |
| Jahr | Titel Musiklabel                   | DE | AT | CH | UK | Anmerkungen                              |
| ---- | ---------------------------------- | --- | --- | --- | --- | ---------------------------------------- |
| 2005 | A Certain Trigger Warp Records     | DE25 (4 Wo.)DE | AT70 (1 Wo.)AT | — | UK15 Gold · (22 Wo.)UK | Erstveröffentlichung: 16. Mai 2005       |
| 2007 | Our Earthly Pleasures Warp Records | DE14 (11 Wo.)DE | AT50 (4 Wo.)AT | CH34 (4 Wo.)CH | UK2 Gold · (20 Wo.)UK | Erstveröffentlichung: 30. März 2007      |
| 2009 | Quicken the Heart Warp Records     | DE13 (5 Wo.)DE | AT58 (2 Wo.)AT | CH22 (2 Wo.)CH | UK6 (3 Wo.)UK | Erstveröffentlichung: 8. Mai 2009        |
| 2012 | The National Health V2 Records     | DE17 (3 Wo.)DE | AT62 (2 Wo.)AT | CH55 (1 Wo.)CH | UK13 (4 Wo.)UK | Erstveröffentlichung: 8. Juni 2012       |
| 2014 | Too Much Information Daylighting   | DE24 (3 Wo.)DE | AT49 (1 Wo.)AT | CH88 (1 Wo.)CH | UK7 (2 Wo.)UK | Erstveröffentlichung: 31. Januar 2014    |
| 2017 | Risk to Exist Daylighting          | DE58 (1 Wo.)DE | — | — | UK11 (1 Wo.)UK | Erstveröffentlichung: 21. April 2017     |
| 2021 | Nature Always Wins PIAS            | DE27 (1 Wo.)DE | — | CH76 (1 Wo.)CH | UK2 (1 Wo.)UK | Erstveröffentlichung: 26. Februar 2021   |
| 2024 | Stream of Life Lower Third         | — | — | — | UK21 (1 Wo.)UK | Erstveröffentlichung: 27. September 2024 |

### Kompilationen
- 2006: Missing Songs

### Remixalben
- 2010: Quicken the Heart – Remixed (kostenloser Download)

### Singles
| Jahr | Titel Album                                  | Höchstplatzierung, Gesamtwochen, AuszeichnungChartplatzierungen (Jahr, Titel, Album, Platzierungen, Wochen, Auszeichnungen, Anmerkungen) | Höchstplatzierung, Gesamtwochen, AuszeichnungChartplatzierungen (Jahr, Titel, Album, Platzierungen, Wochen, Auszeichnungen, Anmerkungen) | Höchstplatzierung, Gesamtwochen, AuszeichnungChartplatzierungen (Jahr, Titel, Album, Platzierungen, Wochen, Auszeichnungen, Anmerkungen) | Höchstplatzierung, Gesamtwochen, AuszeichnungChartplatzierungen (Jahr, Titel, Album, Platzierungen, Wochen, Auszeichnungen, Anmerkungen) | Anmerkungen                                                   |
| Jahr | Titel Album                                  | DE | AT | CH | UK | Anmerkungen                                                   |
| ---- | -------------------------------------------- | --- | --- | --- | --- | ------------------------------------------------------------- |
| 2005 | Apply Some Pressure A Certain Trigger        | — | — | — | UK20 (2 Wo.)UK | Erstveröffentlichung: 21. Februar 2005                        |
| 2005 | Graffiti A Certain Trigger                   | — | — | — | UK15 (4 Wo.)UK | Erstveröffentlichung: 2. Mai 2005 in zwei Teilen erschienen   |
| 2005 | Going Missing A Certain Trigger              | — | — | — | UK20 (4 Wo.)UK | Erstveröffentlichung: 18. Juni 2005 in zwei Teilen erschienen |
| 2005 | Apply Some Pressure A Certain Trigger        | — | — | — | UK17 (4 Wo.)UK | Erstveröffentlichung: 21. Oktober 2005 Re-Release             |
| 2006 | I Want You to Stay A Certain Trigger         | — | — | — | UK21 (3 Wo.)UK | Erstveröffentlichung: 10. März 2006                           |
| 2007 | Our Velocity Our Earthly Pleasures           | DE87 (1 Wo.)DE | — | — | UK9 Silber · (11 Wo.)UK | Erstveröffentlichung: 16. März 2007                           |
| 2007 | Books from Boxes Our Earthly Pleasures       | DE75 (9 Wo.)DE | — | — | UK16 (3 Wo.)UK | Erstveröffentlichung: 8. Juni 2007                            |
| 2007 | Girls Who Play Guitars Our Earthly Pleasures | — | — | — | UK33 (2 Wo.)UK | Erstveröffentlichung: 30. November 2007                       |
| 2009 | The Kids Are Sick Again Quicken the Heart    | DE72 (2 Wo.)DE | — | — | UK50 (1 Wo.)UK | Erstveröffentlichung: 30. März 2009                           |

Weitere Singles
- 2004: The Coast Is Always Changing
- 2008: Karaoke Plays
- 2009: Wraithlike
- 2009: Questing, Not Coasting
- 2009: A Cloud of Mystery
- 2012: Hips and Lips
- 2012: Write This Down
- 2012: The Undercurrents
- 2012: The National Health
- 2013: Brain Cells
- 2014: Leave This Island
- 2014: Midnight on the Hill
- 2014: Give, Get, Take
- 2017: Risk to Exist
- 2017: What Did We Do to You to Deserve This?
- 2017: Get High (No, I Don’t)

### Videoalben
- 2006: Found on Film
- 2009: Monument
- 2019: As Long as We Keep Moving